# Austrolaenilla antarctica
Austrolaenilla antarctica är en ringmaskart som beskrevs av Bergström 1916. Austrolaenilla antarctica ingår i släktet Austrolaenilla och familjen Polynoidae. Inga underarter finns listade i Catalogue of Life.